# 529
| 529                |
| ------------------ |
| Dødsfald - Fødsler |
|                    |

| Gregoriansk kalender | 529 DXXIX               |
| Ab urbe condita      | 1282                    |
| Armensk kalender     | I/T                     |
| Kinesiske kalender   | 3225 – 3226 戊申 – 己酉 |
| Etiopisk kalender    | 521 – 522               |
| Jødisk kalender      | 4289 – 4290             |
| Hindukalendere       |                         |
| - Vikram Samvat      | 584 – 585               |
| - Shaka Samvat       | 451 – 452               |
| - Kali Yuga          | 3630 – 3631             |
| Iransk kalender      | 93 BP – 92 BP           |
| Islamisk kalender    | 96 BH – 95 BH           |

## Begivenheder
- Benedikt af Nurcia, benediktinerordenens grundlægger, opretter klosteret på Monte Cassino i Syditalien.
- Platons akademi i Athen beordres lukket af kejser Justinian 1.
- 7. april - Første udkast til Corpus Juris Civilis (et grundlæggende værk indenfor Romerretten) udstedes af den østromerske kejser Justinian 1.